# Хисар
Хисар је град у Индији у држави Харајана. Према незваничним резултатима пописа 2011. у граду је живело 301.249 становника.

## Становништво
Према незваничним резултатима пописа, у граду је 2011. живело 301.249 становника.
| 1991.   | 2001.   | 2011.   |
| ------- | ------- | ------- |
| 172.677 | 256.689 | 301.249 |